# Tatiana Rentería (luchadora)
Tatiana Rentería Rentería (Cali, Valle del Cauca, 22 de diciembre de 2000)  es una luchadora de estilo libre colombiana. Ganó una de las medallas de bronce en la prueba femenina de 76 kg en el Campeonato Mundial de Lucha Libre de 2023 celebrado en Belgrado, Serbia. Ganó la medalla de oro en la prueba femenina de 76 kg en los Juegos Bolivarianos 2022 celebrados en Valledupar, Colombia. No tiene parentesco con Jackeline Rentería, también luchadora y medallista olímpica colombiana.

## Trayectoria
Rentería representó a Colombia en los Juegos Mundiales de Playa 2019 en Doha, Qatar y ganó la medalla de oro en la prueba femenina de lucha libre de 70 kg en la playa. En 2020, compitió en el Torneo Panamericano de Clasificación Olímpica celebrado en Ottawa, Canadá, sin clasificarse para los Juegos Olímpicos de Verano de 2020 en Tokio, Japón. Tampoco logró clasificarse para los Juegos Olímpicos en el Torneo de Clasificación Olímpica Mundial celebrado en Sofía, Bulgaria.
En el Campeonato Mundial de Lucha Libre Sub-23 2021 celebrado en Belgrado, Serbia, Rentería ganó la medalla de plata en la prueba femenina de 76 kg. Perdió su combate por la medalla de bronce en el Campeonato Panamericano de Lucha Libre de 2022 celebrado en Acapulco, México. Compitió en la prueba de 76 kg en el Campeonato Mundial de Lucha Libre de 2022 celebrado en Belgrado, Serbia. Ganó su primer partido y luego fue eliminada por Martina Kuenz de Austria.
Rentería ganó la medalla de plata en su evento del Campeonato Panamericano de Lucha Libre 2023 celebrado en Buenos Aires, Argentina. También ganó la medalla de oro en su evento en los Juegos Centroamericanos y del Caribe 2023 celebrados en San Salvador, El Salvador. Rentería ganó una de las medallas de bronce en la prueba femenina de 76 kg en el Campeonato Mundial de Lucha Libre de 2023 celebrado en Belgrado, Serbia. Derrotó a Cătălina Axente de Rumania en su partido por la medalla de bronce.
Rentería ganó la medalla de plata en la prueba femenina de 76 kg en los Juegos Panamericanos 2023 celebrados en Santiago, Chile.En la final perdió contra Milaimys Marín de Cuba.En 2024 ganó la medalla de plata en su evento en el Campeonato Panamericano de Lucha Libre celebrado en Acapulco, México.
Ganó la medalla de bronce en la prueba femenina de 76 Kg  de los Juegos Olímpicos de París 2024.